# Festival Internacional de las Artes de Castilla y León
Le Festival Internacional de las Artes de Castilla y León est un festival qui se tient chaque année au début du mois de juin à Salamanque en Espagne.

## Présentation
Créé en 2004, ce festival est basé sur les "nouvelles tendances et nouveaux espaces".
Il propose différentes représentations (toutes en premières nationales) de théâtre de rue, de théâtre, de danse, de musique électronique, de graffitis, de concerts et différentes expositions.